# كيم مارش
كيمبرلي غايل مارش، (بالإنجليزية: Kimberley Gail Marsh)‏ مغنية وممثلة إنكليزية، ولدت في 13 يونيو 1976 بويستن بمرزيسيد بإنكلترا.

## روابط خارجية
- كيم مارش على موقع IMDb (الإنجليزية)
- كيم مارش على موقع ألو سيني (الفرنسية)
- كيم مارش على موقع ميوزك برينز (الإنجليزية)
- كيم مارش على موقع ديسكوغز (الإنجليزية)
- كيم مارش على موقع ديسكوغز (الإنجليزية)
- كيم مارش على موقع قاعدة بيانات الفيلم (الإنجليزية)
- كيم مارش على موقع كينوبويسك (الروسية)